# Виборчий округ 66
Виборчий округ 66 — виборчий округ в Житомирській області. В сучасному вигляді був утворений 28 квітня 2012 постановою ЦВК №82 (до цього моменту існувала інша система виборчих округів). Окружна виборча комісія цього округу розташовується в приміщенні Малинської районної державної адміністрації за адресою м. Малин, пл. Соборна, 6а.
До складу округу входять місто Малин, а також Брусилівський, Коростишівський, Малинський, Народицький, Радомишльський, Хорошівський і Черняхівський райони. Виборчий округ 66 межує з округом 96 на північному сході, з округом 91 на південному сході, з округом 63 на півдні, з округом 67 на південному заході, з округом 65 на заході, з округом 64 на північному заході та обмежений державним кордоном з Білоруссю на півночі. Виборчий округ №66 складається з виборчих дільниць під номерами 180155-180225, 180440-180444, 180446-180486, 180563-180604, 180606-180627, 180913-180934, 180936-180968, 181119-181165, 181300-181310 та 181463.

## Народні депутати від округу
| Ім'я                             | Фото | Партія          | Скликання | Дата набуття повноважень | Дата припинення повноважень |
| -------------------------------- | ---- | --------------- | --------- | ------------------------ | --------------------------- |
| Журавський Віталій Станіславович |      | Партія регіонів | 7-ме      | 12 грудня 2012           | 27 листопада 2014           |
| Дзюблик Павло Володимирович      |      | Народний фронт  | 8-ме      | 27 листопада 2014        | 29 серпня 2019              |
| Грищенко Тетяна Миколаївна       |      | Слуга народу    | 9-те      | 29 серпня 2019           |                             |

## Результати виборів

### Парламентські

#### 2019
Кандидати-мажоритарники:
- Грищенко Тетяна Миколаївна (Слуга народу)
- Журавський Віталій Станіславович (самовисування)
- Дзюблик Павло Володимирович (самовисування)
- Павленко Анатолій Анатолійович (самовисування)
- Корейба Леонід Володимирович (Батьківщина)
- Соболівський Антон Михайлович (Голос)
- Шатилович Володимир Леонідович (Громадянська позиція)
- Лукомський Михайло Юрійович (Радикальна партія)
- Недашківський Сергій Миколайович (самовисування)
- Ющенко Валентин Іванович (самовисування)
- Галицький Сергій Францович (Свобода)
- Ходаковський Богдан Васильович (самовисування)
- Данілов Олексій Миколайович (самовисування)
- Пухтаєвич Михайло Георгійович (самовисування)
- Савчук Анатолій Анатолійович (Опозиційний блок)
- Петренко Віталій Іванович (самовисування)
- Білицький Андрій Васильович (самовисування)
- Сербін Валентин Іванович (самовисування)
- Білоцький Владислав Валерійович (самовисування)

#### 2014
Кандидати-мажоритарники:
- Дзюблик Павло Володимирович (Народний фронт)
- Журавський Віталій Станіславович (самовисування)
- Литвин Іван Володимирович (самовисування)
- Варивода Валерій Якович (самовисування)
- Шевченко Євген Сергійович (самовисування)
- Рябенко Петро Константинович (Батьківщина)
- Бондарчук Дмитро Володимирович (самовисування)
- Дубас Віктор Миколайович (Радикальна партія)
- Сергієнко Петро Миколайович (самовисування)
- Русак Василь Степанович (самовисування)
- Вареник Олександр Сергійович (самовисування)
- Лисенко Олексій Юрійович (самовисування)
- Баранівський Василь Федорович (самовисування)
- Нагурний Василь Анатолійович (Комуністична партія України)
- Мойсеєнко Віктор Миколайович (самовисування)
- Бірюченко Володимир Львович (Сильна Україна)
- Остапчук Микола Миколайович (Справедливість)
- Пінський Олег Вікентійович (самовисування)
- Кузнєцов Василь Віталійович (самовисування)
- Яремчук Юрій Юрійович (самовисування)
- Сіньков Віталій Миколайович (самовисування)
- Гук Володимир Миколайович (самовисування)
- Безгласна Анжела Вікторівна (самовисування)
- Михальчук Юрій Броніславович (Воля)
- Кацуба Микита Олександрович (самовисування)
- Лузін Сергій Альбертович (самовисування)
- Музира Владислав Володимирович (самовисування)
- Кремпіц Яніна Янушевна (самовисування)
- Куриненко Дмитро Андрійович (самовисування)
- Кузнецов Максим Михайлович (самовисування)

#### 2012
Кандидати-мажоритарники:
- Журавський Віталій Станіславович (Партія регіонів)
- Добряк Євген Дмитрович (Батьківщина)
- Рудченко Микола Миколайович (Народна партія)
- Білозір Оксана Володимирівна (самовисування)
- Рябенко Петро Константинович (самовисування)
- Гречаний Сергій Анатолійович (УДАР)
- Іванова Світлана Олексіївна (Комуністична партія України)
- Баранівський Олександр Петрович (самовисування)
- Тильчик Галина Климівна (Соціалістична партія України)
- Михайлюта Олександр Олександрович (самовисування)
- Венчагов Валентин Володимирович (самовисування)
- Мішин Віталій Миколайович (самовисування)

## Явка
Явка виборців на окрузі: